# Tim Hildebrandt
Tim Hildebrandt (* 23. Januar 1939 in Detroit, Michigan; † 11. Juni 2006 in New Brunswick, New Jersey) war ein amerikanischer Comiczeichner und Buchillustrator.

## Leben
Tim kam fünf Minuten nach seinem eineiigen Zwillingsbruder Greg zur Welt. Ihre Eltern sind George und Germaine Hildebrandt. Nachdem beide die University of Michigan besucht und abgeschlossen hatten, bildeten sie die Gebrüder Hildebrandt und veröffentlichten zahlreiche Bilder und Zeichnungen, die größtenteils Fantasy und Science-Fiction zum Inhalt hatten. Auch Pinups und Arbeiten für Comicbuchverlage, z. B. Spider-Man, Superman, X-Men und Captain America zählen zu ihrem Werk.
1977 schufen sie ihr berühmtestes Bild, ein Filmplakat zum ersten Teil der Star-Wars-Saga, Krieg der Sterne. In Fantasykreisen sind sie bekannt für ihre Illustrationen zu J.R.R. Tolkiens Der Herr der Ringe. Von ihnen stammen auch die Titelbilder zu Terry Brooks ersten Roman, Das Schwert von Shannara.
Außerhalb der Malerei produzierte Tim Hildebrandt den Horrorfilm Kosmokiller – Sie fressen alles (engl.: The Deadly Spawn), in dem er auch selbst mitwirkte und in dem sein Sohn Charles George die Hauptrolle spielte. Er trat in insgesamt 3 Dokumentationen zum Herrn der Ringe auf. Außerdem schrieb er zusammen mit seiner Frau Rita den Roman Merlin And The Dragons Of Atlantis (1983). 1992 erhielt er den World Fantasy Award als bester Künstler.
Tim Hildebrandt starb im Alter von 67 Jahren an den Folgen von Diabetes. Er hinterließ eine Frau, Rita und einen Sohn, Charles George.

## Bücher
- Urshurak Bastei Verlag Gustav H. Lübbe, Bergisch Gladbach 1979 zusammen mit Jerry Nichols, ISBN 3-404-28001-6.
- Die Tolkien Jahre Modern Graphics Distribution, Rastatt 2001 zusammen mit Greg Hildebrandt, ISBN 3-931670-21-X.
- Mini Lexikon zu 'Herr der Ringe'  Ars Edition, München 2003 zusammen mit Greg Hildebrandt und Brian Simmons, ISBN 3-7607-3115-5.
- The Art Of The Brothers Hildebrandt, 1979, ISBN 0-345-27396-6
- The Fantasy Art Techniques Of Tim Hildebrandt, 1992, ISBN 978-1-85028-161-0
- Star Wars: The Art of the Brothers Hildebrandt, 1997, ISBN 978-0-345-42301-6

## Filmographie

### Als Produzent
- 1983: Kosmokiller – Sie fressen alles[3]

### Als Mitwirkender
- 1983: Kosmokiller – Sie fressen alles[3]
- 2004: J.R.R. Tolkien: Master of the Rings – The Definitive Guide to the World of the Rings[3]
- 2003: Secrets of Middle-Earth: Inside Tolkien’s Lord of the Rings[3]
- 2003: Secrets of Middle-Earth: Inside Tolkien’s The Hobbit[3]